# خانه و حسینیه نصرتی آذر
خانه و حسینیه نصرتی آذر مربوط به اواخر دوره قاجار - دوره پهلوی است و در مراغه، کوچه مغازه‌های سنگی واقع شده و این اثر در تاریخ ۱۶ دی ۱۳۸۷ با شمارهٔ ثبت ۲۴۴۰۴ به‌عنوان یکی از آثار ملی ایران به ثبت رسیده است.